# Institut Louis Bachelier
 (janvier 2023).
Pour les articles homonymes, voir ILB.
L'Institut Louis Bachelier (ou ILB) est une association loi de 1901 à but non lucratif, fondée en 2008. L'établissement est partenaire de l'université Paris Sciences et Lettres.
Elle est présidée par André-Lévy Lang. Le siège de l'association se situe à Paris, Place de la Bourse, au sein du Palais Brongniart. L'association porte le nom du mathématicien français Louis Bachelier, fondateur des mathématiques financières.

## Activités
L'Institut Louis Bachelier organise chaque année à la Chambre de commerce et d’industrie de Paris, le Financial Risks International Forum. C'est une manifestation réunissant professionnels et académiques sur les thèmes d’actualité de l’industrie financière et bancaire. L’objectif est de présenter les initiatives de recherche sur les risques financiers et les enjeux à venir. 
L'institut organise également des conférences pour expliquer les derniers résultats de recherche issus des chaires et initiatives des Fondations Institut Europlace de Finance (EIF) et Fondation du Risque (FdR).
En 2014, l'institut a créé un MOOC (en français : cours en ligne ouvert et massif, CLOM) introduisant à la régulation financière. Parmi les intervenants figure Jean-Michel Beacco (Directeur Général de l’Institut Louis Bachelier et Professeur associé à l’Université Paris Dauphine). 

## Publications[3]
- Revue trimestrielle Les Cahiers Louis Bachelier

Les Cahiers Louis Bachelier présentent les résultats des programmes de recherche. Les articles scientifiques sont synthétisés et vulgarisés, avant d’être diffusés. Cette revue traite divers sujets comme la numérisation du secteur financier, la finance verte et durable,l'économie au service de la santé, les marchés financiers, le big data et la finance, etc. 
- Revue bimestrielle Opinions et débats

La revue Opinions et débats abordent les principales questions de l'actualité économique et financière. Les sujets traités sont variés, on y retrouve des publications sur l'espérance vie, les investissements financiers à long terme, l'épargne, etc.